# Slums Act
Der Slums Act (Act No. 76 / 1979), deutsch etwa Slum-Gesetz, war eine südafrikanische Rechtsvorschrift während der Apartheid, mittels der ein rigoroses Vorgehen gegen informelle Siedlungen im damaligen Rechtssystem legalisiert wurde.
Mit dem Slums Act wurden Börden ermächtigt, den Abriss von Bauwerken in informellen Siedlungen ohne Entschädigung ihrer Eigentümer bzw. Bewohner vorzunehmen. Als Anlässe dafür galten, wenn nach Einschätzung der zuständigen Behörden die Räumlichkeiten als unsicher, gesundheitsschädlich oder überfüllt eingestuft wurden; auch wenn eine ungenügende Wasserversorgung oder unzureichende Toiletten vorhanden waren. Eine vorangegangene Rechtsvorschrift mit ähnlicher Wirkung bestand in dem aus dem Jahre 1951 stammenden Prevention of Illegal Squatting Act (Act No. 52 / 1951).